# 잇다
잇다는 이슬람법의 재혼금지기간으로 여성에게만 적용된다. 남편이 사망하거나 이혼한 후 여성이 지켜야 하는 기간으로 이 기간 동안에는 다른 남자와 결혼할 수 없다.
잇다의 기간은 여러 상황에 따라 달라진다. 일반적으로 이혼한 여성의 잇다는 음력 3개월(즉, 약 89일)이지만, 결혼이 성사되지 않은 경우에는 잇다가 없다. 남편이 사망한 여성의 경우 '잇다'는 결혼 여부에 관계없이 남편이 사망한 후 음력 4개월 10일(즉, 약 128일)이다. 과부가 되거나 이혼한 여성이 임신을 하면 '잇다'는 출산할 때까지 지속된다.
이슬람 학자들은 이 지침을 남편의 죽음에 대한 애도와 남편의 죽음 이후에 너무 빨리 재혼함으로써 과부가 받을 수 있는 비판으로부터 보호하는 것 사이의 균형이라고 생각한다. 이것은 또한 여성이 임신했는지 여부를 확인하기 위한 것이다. 4개월 반은 정상적인 임신 기간의 절반이기 때문이다.